# 그래도 좋아!
《그래도 좋아!》는 2007년 10월 1일부터 이듬해 4월 11일까지 방영된 MBC 아침 드라마이다.

## 기획 의도
제화업계를 배경으로 주인공이 패션 슈즈 디자이너로 성공해나가는 과정을 그렸다.

## 줄거리
효은(김지호 분)은 석우(이창훈 분)와의 결혼을 통해 진실한 사랑을 깨달아 가고 명지(고은미 분)와의 갈등을 통해 역경과 고난을 극복하는 드라마틱한 삶의 모습을 그려 보인다.

## 등장 인물

### 주요 인물
- 김지호(이효은) : 패션 슈즈 디자이너
- 고은미(서명지) : 이효은 동복동생, 한강제화 슈즈 디자이너, 악녀
- 이창훈(윤석우) : 누리제화 팀장, 이효은 연인
- 심형탁(윤석빈) : 로펌 변호사, 서명지 연인, 윤석우 이복동생

### 서회장네
- 김용건(서준규) : 한강제화 회장, 서명지 아버지
- 손숙(권은심 여사) : 서준규 아내, 서명지의 양어머니 (11회 사망)
- 이효춘(나정희 여사) : 이효은 어머니, 서명지 생모, 서회장네 가사도우미, 서회장이 재혼한 아내
- 박슬기(미순) : 서회장네 가사도우미

### 윤사장네
- 한진희(윤일중) : 누리제화 사장, 윤석우 윤석빈의 아버지
- 정애리(조신자) : 윤일중의 두 번째 부인, 윤석우 계모이자 윤석빈 어머니
- 김효서(윤석경) : 윤일중과 조신자의 딸, 윤석우 이복동생이자 윤석빈 여동생
- 김성준(박준배) : 윤석경의 남편, 서명지의 내연남
- 문영미(공주댁) : 윤사장네 집사

### 태주네
- 김현균(김태주) : 이효은의 전애인, 월급쟁이 치과의사
- 차주옥(김태경) : 김태주의 누나

### 누리제화 디자인팀
- 홍충민(정혜정) : 이효은의 단짝 친구
- 김재만(추교찬) : 정혜정의 연인
- 윤희주(허수경) : 디자인팀 직원, 윤석우를 짝사랑함
- 이형철 (1회 특별출연)

## 같이 보기
- 미워도 좋아 (SBS)
- 물병자리 (SBS)
- 그대의 풍경 (KBS1)
- 아름다운 시절 (KBS1)
- 착한여자 백일홍 (KBS2)

## 연장
- 그래도 좋아 방영 분량이 120부작에서 18회 연장되어 138부작으로 변경 및 확정되었다.

## 참고 사항
- 이창훈 (윤석우 역)은 98년 같은 채널 《영웅신화》 이후[1] 해당 작품을 통해 본격적으로 친정 MBC 복귀를 했다
- 작위적인 극 전개와 극단적인 설정, 원색적인 소재로 무장한 나쁜 드라마의 전형이란 지적을 받으며 민언련 선정 '2008 올해의 나쁜방송'의 불명예를 안았다.[2]
- 2019년 개국한 MBC ON에서 재방송되었다.